# 東毛呂站

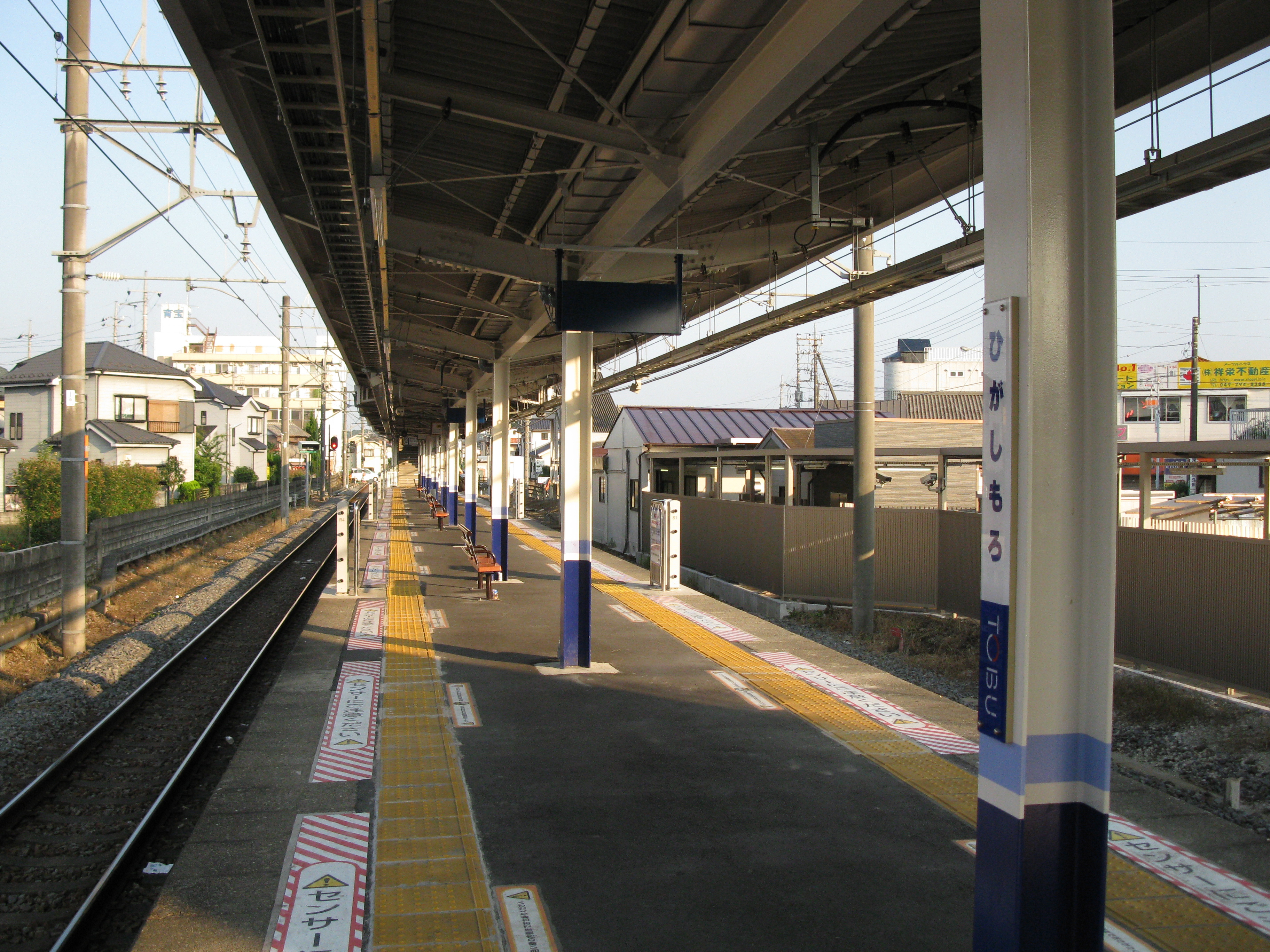
月台（2009年8月）

東毛呂站（日语：／ Higashi-moro eki */?），是一個位於埼玉縣入間郡毛呂山町岩井東二丁目1番地1，屬於東武鐵道越生線的鐵路車站。車站編號是TJ 45。

## 車站結構
島式月台1面2線的地面車站，可進行列車交會。此站與武州長瀨站之間是複線。
站舍位於軌道南側，與月台以升降機聯絡武州長瀨側端部的跨線天橋，以及武州唐澤側端部的專用的跨線橋。設有自動閘機。廁所位於站舍閘內，併設多機能廁所。

### 月台配置
| 月台 | 路線   | 方向 | 目的地                               |
| ---- | ------ | ---- | ------------------------------------ |
| 1    | 越生線 | 下行 | 越生方向                             |
| 2    | 越生線 | 上行 | 坂戶、 東上線 川越、和光市、池袋方向 |

## 使用情況
2016年度1日平均上下車人次為5,633人。
近年1日平均上下車人次與上車人次的推移如下表。
| 年度               | 1日平均 上下車人次 | 1日平均 上車人次 |
| ------------------ | ------------------ | ---------------- |
| 2003年（平成15年） | 5,405              |                  |
| 2004年（平成16年） | 5,501              |                  |
| 2005年（平成17年） | 5,420              |                  |
| 2006年（平成18年） | 5,428              |                  |
| 2007年（平成19年） | 5,321              |                  |
| 2008年（平成20年） | 5,431              |                  |
| 2009年（平成21年） | 5,378              |                  |
| 2010年（平成22年） | 5,297              |                  |
| 2011年（平成23年） | 5,263              |                  |
| 2012年（平成24年） | 5,334              |                  |
| 2013年（平成25年） | 5,546              |                  |
| 2014年（平成26年） | 5,505              |                  |
| 2015年（平成27年） | 5,650              |                  |
| 2016年（平成28年） | 5,633              |                  |

## 相鄰車站
東武鐵道
 越生線
武州長瀨（TJ 44）－東毛呂（TJ 45）－武州唐澤（TJ 46）

## 外部連結
- 東毛呂（車站資訊） - 東武鐵道